# MacArthur Park (canción)
«MacArthur Park» es una canción escrita y compuesta por Jimmy Webb e interpretada por Richard Harris en 1968. Diez años después sería versionada por Donna Summer, convirtiéndose en una de las versiones más famosas de la canción y un éxito internacional de la cantante.
Summer interpretó "MacArthur Park" durante los conciertos del Once Upon a Time Tour, en un medley titulado "MacArthur Park Suite". Una de las presentaciones fue grabada y lanzada como el álbum Live and More, en el cual la canción tiene una duración de 8:40, pero fue editada para ser lanzada como sencillo en 7".
El medley de 18 minutos incorpora las canciones "One of a Kind" y "Heaven Knows" (también lanzada como sencillo). Este medley también se vendió como sencillo de 12", y se mantuvo en el #1 de la lista Hot Dance Club Play de Billboard durante cinco semanas en 1978. Las versiones del medley en el álbum y del sencillo en 12" tienen diferencias notables en la duración de los segmentos de las dos canciones que acompañan.
"MacArthur Park" se convirtió en el primer sencillo #1 de la artista en los Estados Unidos, manteniéndose en esa posición durante tres semanas. Además, Summer fue nominada a un Grammy en la categoría mejor interpretación femenina de pop.
En 2013, la canción fue remezclada por Laidback Luke para el álbum de remixes Love To Love You Donna (que también fue remezclada por Ralphi Rosario y Frank Lamboy), quien vuelve a alcanzar nuevamente el número uno del Billboard Hot Dance Club Songs después de 35 años gracias a esta versión. De esta manera, otorga a Donna su primer número uno póstumo y su decimoquinto sencillo número uno en esta lista.

## Sencillos

### "MacArthur Park"
- NL 7" sencillo (1978) Philips 6175 004[3]

1. «MacArthur Park» - 3:59 (3,53)
2. «Once Upon a Time» - 2:55

- HK 7" sencillo (1978) Casablanca/Shun Cheong Trading Co. Hong Kong NB 939[4]

1. «MacArthur Park» - 3:53
2. «Once Upon a Time» - 2:55

- MEX EP (1978) Casablanca EP 2460[5]1

1. «Parque Mac Arthur» (Mac Arthur Park Suite) - 3:59
2. «Vacío (Full of Emptiness)» - 2:22
3. «Había una vez (Once Upon a Time)» - 2:55
4. «Grandes fábulas (Fairy Tale High)» - 3:00

- US 7" promo (1978) Casablanca NB 939-DJ[6]

1. «MacArthur Park» - 3:53
2. «MacArthur Park» - 6:24

- US 7" promo (1978) Casablanca NB 939-DJ[7]

1. «MacArthur Park» (Mono) - 3:59
2. «MacArthur Park» (Stereo) - 3:59

- GER 7" sencillo (1978) Casablanca BF 18626[8]

1. «MacArthur Park» - 3:59
2. «Once Upon a Time» - 2:55

- ITA 7" sencillo (1978) Casablanca CA 514[9]

1. «MacArthur Park»
2. «Once Upon a Time»

- US 7" sencillo (1978) Casablanca NB 939[10]

1. «MacArthur Park» - 3:59
2. «Once Upon a Time» - 2:55

- CAN 7" sencillo (1978) Casablanca NB 939[11]

1. «MacArthur Park» - 3:59
2. «Once Upon a Time» - 2:55

- FRA 7" sencillo (1978) Atlantic F 11 196[12]

1. «MacArthur Park» - 5:15
2. «Last Dance» - 5:39

- UK 7" sencillo (1978) Casablanca/PYE CAN 131[13]

1. «MacArthur Park» - 3:59
2. «Once Upon a Time» - 2:55

- US 12" sencillo (1979) Casablanca DS 12006[14]

1. «MacArthur Park»
2. «I Feel Love»

Notas:
- 1 Los nombres de las canciones se encuentran en español pero son las versiones originales en inglés. La pista 1 es incorrectamente llamada "MacArthur Park Suite" cuando no es todo el medley. También se toma en cuenta que en la escritura del nombre hay un espacio entre "Mac" y "Arthur".

### "MacArthur Park Suite"
- US 12" sencillo (1978) Casablanca NBD 20148[15]

1. «MacArthur Park Suite» - 17:33
  1. «MacArthur Park»
  2. «One of a Kind»
  3. «Heaven Knows»
  4. «MacArthur Park» (Reprise)

- FRA 12" sencillo (1978) Atlantic 20 132[16]

1. «MacArthur Park» - 8:27
2. «One of a Kind» - 4:57
3. «Heaven Knows» - 2:38
4. «MacArthur Park» (Reprise) - 1:32

- CAN 12" sencillo (1978) Casablanca NBD 20148[17]

1. «MacArthur Park Suite» - 17:33
  1. «MacArthur Park»
  2. «One of a Kind»
  3. «Heaven Knows»
  4. «MacArthur Park» (Reprise)

- US 12" promo (1978) Casablanca NBD 20148 DJ[18]

1. «MacArthur Park Suite» - 17:33
  1. «MacArthur Park»
  2. «One of a Kind»
  3. «Heaven Knows»
  4. «MacArthur Park» (Reprise)

- GER 12" sencillo (1978) Casablanca/Bellaphon BZ 4406[19]

1. «MacArthur Park» - 8:27
2. «One of a Kind» - 4:57
3. «Heaven Knows» - 2:38
4. «MacArthur Park» (Reprise) - 1:32

- US 12" sencillo (1989) Casablanca 876 583-1[20]

1. «MacArthur Park Suite» - 17:46
  1. «MacArthur Park»
  2. «One of a Kind»
  3. «Heaven Knows»
  4. «MacArthur Park» (Reprise)
2. «Last Dance» - 8:10

- US 12" sencillo (1994) Casablanca PRO 1167-1C[21]

1. «MacArthur Park Suite» - 17:33
  1. «MacArthur Park»
  2. «One of a Kind»
  3. «Heaven Knows»
  4. «MacArthur Park» (Reprise)
2. «Last Dance» - 8:11

## Posicionamiento
| Lista/País (1978)             | Posición más alta |
| ----------------------------- | ----------------- |
| Alemania                      | 39                |
| ARIA Singles Chart            | 8                 |
| RPM Canadá                    | 1                 |
| Irlanda                       | 7                 |
| Nueva Zelanda                 | 4                 |
| Países Bajos                  | 8                 |
| Dutch Top 40                  | 9                 |
| Suecia                        | 16                |
| UK Singles Chart              | 5                 |
| Billboard Hot 100             | 1                 |
| Billboard Hot Dance Club Play | 1                 |
| Billboard Hot Soul Singles    | 8                 |

## Sucesión
| Anterior: «You Needed Me» de Anne Murray  | Billboard Hot 100 — Sencillo número uno 11 de noviembre de 1978 — 25 de noviembre de 1978                       | Siguiente: «You Don't Bring Me Flowers» de Barbra Streisand y Neil Diamond |
| Anterior: «Instant Replay» de Dan Hartman | Billboard Hot Dance Club Play — Sencillo número uno 21 de octubre de 1978 — 18 de noviembre de 1978             | Siguiente: «Le Freak» / «I Want Your Love» / «Chic Cheer» de Chic          |
| Anterior: «You Needed Me» de Anne Murray  | RPM Top Singles — Sencillo número uno 25 de noviembre de 1978 — 2 de diciembre de 1978                          | Siguiente: «You Don't Bring Me Flowers» de Barbra Streisand y Neil Diamond |
| Anterior: «All Night» de Icona Pop        | Billboard Hot Dance Club Play — Sencillo número uno (Remixes 2013) 28 de diciembre de 2013 — 3 de enero de 2014 | Siguiente: «Unconditionally» de Katy Perry                                 |